# Morti nel 2014/Maggio
| Questa pagina contiene informazioni ricavate automaticamente dalle voci biografiche con l'ausilio del template Bio e di un bot. L'aggiornamento è periodico e automatico e ricostruisce completamente la pagina. Se manca una persona in questa lista, sei pregato di non aggiungerla, ma accertati piuttosto che la sua voce biografica contenga il template Bio e che i dati anagrafici siano correttamente compilati. Se il template Bio manca, inseriscilo tu stesso o, in alternativa, metti l'avviso {{tmp\|Bio}} che ne segnala la mancanza. Se i dati riportati sono sbagliati, correggi direttamente la voce biografica; le modifiche saranno visibili in questa lista entro pochi giorni. Per chiarimenti vedi il progetto biografie. La lista contiene solo le 179 persone che sono citate nell'enciclopedia e per le quali è stato implementato correttamente il template Bio. Pagina aggiornata al 18 ago 2025. |

- 1º maggio - Clive Clark, calciatore inglese (n. 1940)
- 1º maggio - Assi Dayan, attore, sceneggiatore e regista israeliano (n. 1945)
- 1º maggio - Nanni Fabbri, regista italiano (n. 1941)
- 1º maggio - Seppo Helle, allenatore di hockey su ghiaccio e dirigente sportivo finlandese (n. 1937)
- 1º maggio - Howard Smith, regista statunitense (n. 1936)
- 1º maggio - Georg Stollenwerk, calciatore tedesco (n. 1930)
- 1º maggio - Jürgen Werner, calciatore tedesco orientale (n. 1942)
- 1º maggio - Kōji Yada, attore e doppiatore giapponese (n. 1933)
- 2 maggio - Tomás Balduíno, vescovo cattolico brasiliano (n. 1922)
- 2 maggio - Stefano Campagna, giornalista italiano (n. 1962)
- 2 maggio - Marcello Giannini, giornalista, scrittore e commediografo italiano (n. 1927)
- 2 maggio - Elio Guzzanti, medico e politico italiano (n. 1920)
- 2 maggio - Anwar Ahmed Khan, hockeista su prato pakistano (n. 1933)
- 2 maggio - Andrej Korneev, nuotatore russo (n. 1974)
- 2 maggio - Karl Lennartz, storico tedesco (n. 1940)
- 2 maggio - Charles Marowitz, drammaturgo e scrittore statunitense (n. 1934)
- 2 maggio - Nigel Stepney, britannico (n. 1958)
- 2 maggio - Efrem Zimbalist Jr., attore e doppiatore statunitense (n. 1918)
- 3 maggio - Gary Becker, economista statunitense (n. 1930)
- 3 maggio - Ben Hoberman, attore, regista e conduttore radiofonico statunitense (n. 1922)
- 3 maggio - Chet Jastremski, nuotatore statunitense (n. 1942)
- 3 maggio - Jim Oberstar, politico statunitense (n. 1934)
- 4 maggio - Dick Ayers, fumettista statunitense (n. 1924)
- 4 maggio - Elena Baltacha, tennista britannica (n. 1983)
- 4 maggio - Riccardo Galuppo, pittore italiano (n. 1932)
- 4 maggio - Al Pease, pilota automobilistico canadese (n. 1921)
- 4 maggio - Tat'jana Samojlova, attrice sovietica (n. 1934)
- 4 maggio - Hermann Schreiber, storico e scrittore austriaco (n. 1920)
- 4 maggio - Tony Settember, pilota di Formula 1 statunitense (n. 1926)
- 5 maggio - Maurizio De Luca, giornalista e scrittore italiano (n. 1943)
- 5 maggio - István Major, altista ungherese (n. 1949)
- 5 maggio - Gennaro Petrone, musicista e compositore italiano (n. 1958)
- 5 maggio - Wilbur Trosch, cestista e allenatore di pallacanestro statunitense (n. 1938)
- 6 maggio - Virginia Belmont, attrice statunitense (n. 1921)
- 6 maggio - Gianni Da Campo, regista, scrittore e traduttore italiano (n. 1943)
- 6 maggio - Jimmy Ellis, pugile statunitense (n. 1940)
- 6 maggio - Maria Lassnig, pittrice austriaca (n. 1919)
- 6 maggio - Livio Maritano, vescovo cattolico italiano (n. 1925)
- 6 maggio - Francesco Mazzola, politico italiano (n. 1936)
- 6 maggio - Bill Nunn, giornalista statunitense (n. 1924)
- 6 maggio - Leslie Thomas, scrittore inglese (n. 1931)
- 7 maggio - Tony Genaro, attore statunitense (n. 1942)
- 7 maggio - William Meyers, pugile sudafricano (n. 1943)
- 7 maggio - Terry Miller, pallanuotista britannico (n. 1932)
- 7 maggio - Farley Mowat, etologo e scrittore canadese (n. 1921)
- 7 maggio - Colin Pillinger, astrofisico britannico (n. 1943)
- 8 maggio - Marino Anesa, musicologo e etnografo italiano (n. 1948)
- 8 maggio - Giuseppe Brandolini, paroliere e compositore italiano (n. 1945)
- 8 maggio - Yago Lamela, lunghista spagnolo (n. 1977)
- 8 maggio - Jair Rodrigues, cantante e compositore brasiliano (n. 1939)
- 8 maggio - Luigi Tassinari, politico italiano (n. 1929)
- 9 maggio - Giacomo Bini, presbitero e missionario italiano (n. 1938)
- 9 maggio - Romano Broggini, linguista e filologo svizzero (n. 1925)
- 9 maggio - Alfredo Pascual Sanz, calciatore e allenatore di calcio spagnolo (n. 1945)
- 9 maggio - Mel Patton, velocista statunitense (n. 1924)
- 9 maggio - Renato Polese, fumettista italiano (n. 1924)
- 10 maggio - Yeso Amalfi, calciatore brasiliano (n. 1925)
- 10 maggio - Maurice Casey, biblista britannico (n. 1942)
- 10 maggio - José Cestero, cestista portoricano (n. 1938)
- 10 maggio - Eugene Chyzowych, allenatore di calcio polacco (n. 1935)
- 10 maggio - Patrick Lucey, politico e ambasciatore statunitense (n. 1918)
- 10 maggio - Mary Stewart, scrittrice britannica (n. 1916)
- 11 maggio - Marcel Bon, micologo francese (n. 1925)
- 11 maggio - Ed Gagliardi, bassista statunitense (n. 1952)
- 12 maggio - Ferruccio Bimbi, calciatore italiano (n. 1933)
- 12 maggio - Cornell Borchers, attrice tedesca (n. 1925)
- 12 maggio - Marco Cé, cardinale e patriarca cattolico italiano (n. 1925)
- 12 maggio - Ernie Chataway, chitarrista, cantante e compositore britannico (n. 1952)
- 12 maggio - Jacinto Convit, medico venezuelano (n. 1913)
- 12 maggio - H. R. Giger, pittore, designer e scultore svizzero (n. 1940)
- 12 maggio - Aurelio Gonzato, pittore svizzero (n. 1914)
- 12 maggio - Camille Lepage, fotoreporter francese (n. 1988)
- 12 maggio - Pál Orosz, calciatore e allenatore di calcio ungherese (n. 1934)
- 13 maggio - David Malet Armstrong, filosofo australiano (n. 1926)
- 13 maggio - Malik Bendjelloul, attore e regista svedese (n. 1977)
- 13 maggio - Umberto Cappuzzo, generale e politico italiano (n. 1922)
- 13 maggio - Sabine Sun, attrice francese (n. 1933)
- 13 maggio - Anthony Villanueva, pugile filippino (n. 1945)
- 14 maggio - Alfonso Franco Grassi, designer e artista italiano (n. 1943)
- 14 maggio - Tony Palladino, illustratore, designer e docente statunitense (n. 1930)
- 15 maggio - Helmut Baumann, botanico tedesco (n. 1937)
- 15 maggio - Jean-Luc Dehaene, politico belga (n. 1940)
- 15 maggio - Jean Oury, psicoanalista e psichiatra francese (n. 1924)
- 15 maggio - Vito Santangelo, cantante, cantastorie e chitarrista italiano (n. 1938)
- 15 maggio - Norifumi Suzuki, regista e sceneggiatore giapponese (n. 1933)
- 16 maggio - Vito Favero, ciclista su strada italiano (n. 1932)
- 16 maggio - Nikola Gjuzelev, basso bulgaro (n. 1936)
- 16 maggio - Allan Folsom, scrittore e sceneggiatore statunitense (n. 1941)
- 16 maggio - Hedi Vaccaro Frehner, attivista svizzera (n. 1926)
- 17 maggio - Gerald Edelman, biologo statunitense (n. 1929)
- 17 maggio - John Gardiner, cestista e allenatore di pallacanestro australiano (n. 1943)
- 17 maggio - Anna Pollatou, ginnasta greca (n. 1983)
- 18 maggio - Massimo Castellina, fisarmonicista e cantante italiano (n. 1970)
- 18 maggio - Adriano Degano, dirigente pubblico italiano (n. 1920)
- 18 maggio - Radu Florescu, storico rumeno (n. 1925)
- 18 maggio - Wubbo Ockels, fisico e astronauta olandese (n. 1946)
- 18 maggio - Gianfranco Urbani, mafioso italiano (n. 1938)
- 18 maggio - Jerry Vale, cantante statunitense (n. 1932)
- 18 maggio - Carlo Varini, direttore della fotografia svizzero (n. 1946)
- 18 maggio - Gordon Willis, direttore della fotografia statunitense (n. 1931)
- 18 maggio - Dobrica Ćosić, politico e scrittore jugoslavo (n. 1921)
- 19 maggio - Simon Andrews, pilota motociclistico britannico (n. 1982)
- 19 maggio - Odoardo Baldi, fantino e driver italiano (n. 1921)
- 19 maggio - Thérèse Bertherat, fisioterapista francese (n. 1931)
- 19 maggio - Jack Brabham, pilota automobilistico, imprenditore e dirigente sportivo australiano (n. 1926)
- 19 maggio - Armando Carini, attore italiano (n. 1931)
- 19 maggio - Mario Missiroli, regista e direttore artistico italiano (n. 1934)
- 19 maggio - Zbigniew Pietrzykowski, pugile e politico polacco (n. 1934)
- 20 maggio - Claudio Galassi, calciatore e allenatore di calcio italiano (n. 1941)
- 20 maggio - Sandra Bem, psicologa statunitense (n. 1944)
- 21 maggio - Jane Adams, attrice statunitense (n. 1921)
- 21 maggio - Romano Albani, direttore della fotografia italiano (n. 1945)
- 21 maggio - Ines Boffardi, politica e partigiana italiana (n. 1919)
- 21 maggio - Duncan Cole, calciatore neozelandese (n. 1958)
- 21 maggio - Giorgio Gennari, allenatore di calcio e calciatore italiano (n. 1951)
- 21 maggio - Jaime Lusinchi, politico venezuelano (n. 1924)
- 21 maggio - Digne Meller Marcovicz, fotoreporter, giornalista e regista tedesca (n. 1934)
- 21 maggio - Vittorio Rieser, sociologo e sindacalista italiano (n. 1939)
- 21 maggio - Mario Tosi, egittologo italiano (n. 1926)
- 21 maggio - Tunku Annuar, principe malese (n. 1939)
- 22 maggio - Matthew Cowles, attore, drammaturgo e insegnante statunitense (n. 1944)
- 22 maggio - Imre Gedővári, schermidore ungherese (n. 1951)
- 22 maggio - Camillo Pantaleone, giornalista italiano (n. 1947)
- 22 maggio - Evaristo Sgherri, politico e partigiano italiano (n. 1925)
- 22 maggio - Józef Świder, compositore e pedagogo polacco (n. 1930)
- 22 maggio - Dragoljub Velimirović, scacchista serbo (n. 1942)
- 22 maggio - Bernard Woringer, attore francese (n. 1931)
- 23 maggio - Mona Freeman, attrice statunitense (n. 1926)
- 23 maggio - Rolf Hermichen, aviatore tedesco (n. 1918)
- 23 maggio - Joel Camargo, calciatore brasiliano (n. 1946)
- 23 maggio - John McCormack, pugile britannico (n. 1935)
- 23 maggio - Giuseppe Morelli, filologo classico italiano (n. 1925)
- 23 maggio - Uña Ramos, flautista e compositore argentino (n. 1933)
- 23 maggio - Ramón Reyes, cestista panamense (n. 1937)
- 23 maggio - Paolo Viganò, calciatore italiano (n. 1950)
- 24 maggio - Klaus Herm, attore tedesco (n. 1925)
- 24 maggio - Maurizio Mannelli, pallanuotista italiano (n. 1930)
- 24 maggio - Andrej Nikolaevič Mironov, giornalista russo (n. 1954)
- 25 maggio - Bernice Miracle, scrittrice statunitense (n. 1919)
- 25 maggio - Lee Chamberlin, attrice statunitense (n. 1938)
- 25 maggio - Wojciech Jaruzelski, politico e generale polacco (n. 1923)
- 25 maggio - Herb Jeffries, cantautore e attore statunitense (n. 1913)
- 25 maggio - Matthew Saad Muhammad, pugile statunitense (n. 1954)
- 25 maggio - Jhonny Perozo, calciatore venezuelano (n. 1985)
- 25 maggio - Washington César Santos, calciatore brasiliano (n. 1960)
- 26 maggio - Francesco d'Avalos, compositore e direttore d'orchestra italiano (n. 1930)
- 26 maggio - Houshang Seyhoun, pittore, scultore e architetto iraniano (n. 1920)
- 26 maggio - Baselios Thoma Didymos I, vescovo cristiano orientale indiano (n. 1921)
- 26 maggio - Manuel Uribe, messicano (n. 1965)
- 26 maggio - Jerry Lee Wells, cestista statunitense (n. 1944)
- 27 maggio - Víctor Andrade, cestista ecuadoriano (n. 1927)
- 27 maggio - Giancarlo Bacci, calciatore italiano (n. 1931)
- 27 maggio - Ruth Flowers, disc jockey britannica (n. 1931)
- 27 maggio - Helma Sanders-Brahms, regista, sceneggiatrice e produttrice cinematografica tedesca (n. 1940)
- 27 maggio - Tony Toga, cantante francese (n. 1943)
- 27 maggio - Massimo Vignelli, grafico e designer italiano (n. 1931)
- 28 maggio - Maurice Agulhon, storico francese (n. 1926)
- 28 maggio - Maya Angelou, poetessa, attrice e ballerina statunitense (n. 1928)
- 28 maggio - Azlan Shah di Perak, sovrano malaysiano (n. 1928)
- 28 maggio - Pierre Bernard, calciatore francese (n. 1932)
- 28 maggio - Malcolm Glazer, imprenditore statunitense (n. 1928)
- 28 maggio - Bob Houbregs, cestista e dirigente sportivo canadese (n. 1932)
- 28 maggio - Sandro Lunghi, politico e medico italiano (n. 1924)
- 29 maggio - Karlheinz Böhm, attore, attivista e filantropo austriaco (n. 1928)
- 29 maggio - Christine Charbonneau, cantautrice canadese (n. 1943)
- 29 maggio - Paolo Montecchi, fumettista italiano (n. 1932)
- 29 maggio - Ian Price, attore e sceneggiatore gallese (n. 1946)
- 29 maggio - Miljenko Prohaska, compositore, arrangiatore e direttore d'orchestra croato (n. 1925)
- 30 maggio - Bruno Aragosti, musicista e arrangiatore italiano (n. 1924)
- 30 maggio - Henning Carlsen, regista e sceneggiatore danese (n. 1927)
- 30 maggio - Richard Dürr, calciatore svizzero (n. 1938)
- 30 maggio - Daverio Clementino Giovannetti, politico e sindacalista italiano (n. 1926)
- 30 maggio - Joan Lorring, attrice statunitense (n. 1926)
- 30 maggio - Hanna Maron, attrice tedesca (n. 1923)
- 30 maggio - Dante Oreste Orsenigo, politico italiano (n. 1926)
- 30 maggio - Neslişah Sultan, principessa ottomana (n. 1925)
- 31 maggio - Mary Anthony, ballerina, coreografa e insegnante statunitense (n. 1916)
- 31 maggio - Martha Hyer, attrice statunitense (n. 1924)
- 31 maggio - Mary Soames, nobildonna britannica (n. 1922)